# Srby (powiat Pilzno Południe)
Srby – gmina w Czechach, w powiecie Pilzno Południe, w kraju pilzneńskim. Według danych z dnia 1 stycznia 2014 liczyła 173 mieszkańców.